# Sistema de protecció tèrmica del transbordador espacial
El Sistema de Protecció Tèrmica (TPS, Thermal Protection System) del Transbordador Espacial era un conjunt de materials dissenyats per protegir la nau de les altes temperatures generades durant la reentrada a l’atmosfera terrestre. Sense aquest sistema, el transbordador s’hauria destruït per temperatures que podien superar els 1.650 °C.

### Components del TPS
El TPS estava format per diferents materials, cadascun amb una funció específica segons la temperatura que havia de suportar:
1. Rajoles de Silici Reutilitzables d'Alta Temperatura (HRSI – High-Temperature Reusable Surface Insulation)
  - De color negre, cobrien la major part de la part inferior de l’orbiter.
  - Estaven fetes de sílice i contenien un 90% d’aire, cosa que les feia molt lleugeres i resistents a la calor.
  - Podien suportar fins a 1.260 °C.
2. Rajoles de Baixa Temperatura (LRSI – Low-Temperature Reusable Surface Insulation)
  - De color blanc, cobrien part del fuselatge superior.
  - Resistien fins a 650 °C, però van ser reemplaçades més tard per mantes tèrmiques més eficients.
3. Manta Aïllant Avançada (AFRSI – Advanced Flexible Reusable Surface Insulation)
  - Una millora de les LRSI, més lleugera i duradora.
4. Aïllament Compost Refractari Fibros (FRCI – Fibrous Refractory Composite Insulation)
  - Més resistent i lleuger que les HRSI.
5. Carboni-Carboni Reforçat (RCC – Reinforced Carbon-Carbon)
  - Protegia les zones que suportaven les temperatures més extremes: la vora d’atac de les ales i el morro.
  - Resistia temperatures de més de 1.500 °C.

### Com funcionava el TPS?
Durant la reentrada, el transbordador viatjava a 27.000 km/h i experimentava una fricció extrema amb l’atmosfera. El TPS dissipava la calor reflectint-ne una part i absorbint la resta per alliberar-la gradualment.

### Desastres Relacionats amb el TPS
L’accident del Columbia (2003) es va produir perquè un tros d’escuma del tanc extern va colpejar un panell RCC de l’ala esquerra durant el llançament, creant un forat. Durant la reentrada, els gasos calents van penetrar a l’estructura, cosa que va provocar la desintegració de la nau.

### Manteniment del TPS
Cada missió requeria inspeccionar i substituir les rajoles danyades, ja que eren molt fràgils i es podien esquerdar fàcilment. Els astronautes podien revisar l’escut tèrmic en òrbita utilitzant el braç robòtic i càmeres.
El TPS va ser un gran avanç en la reutilització del transbordador, però també una de les seves majors debilitats a causa del seu alt manteniment i vulnerabilitat als danys.